# Kích nhũ
Kích nhũ (danh pháp khoa học: Polygala sibirica) là một loài thực vật có hoa trong họ Polygalaceae. Loài này được L. miêu tả khoa học đầu tiên năm 1753.